# Gornji kosi mišić
Gornji kosi mišić (lat. musculus obliquus superior) parni je mišić glave koji se nalazi u očnoj šupljini i pripada među pomoćne strukture oka. 
On se pripaja u predjelu vrha očne šupljine i odatle se pruža prema naprijed, ka gornjem unutrašnjem kutu. Tu se od mišića odvaja njegova završna tetiva, koja prolazi kroz tzv. trohleu (fibrozno-hrskavičnii prsten koji se pripaja na čeonoj kosti) i koja se potom lepezasto širi i pričvršćuje na gornjem vanjskom kvadrantu očne jabučice.
Inervacija gornjeg kosog mišića potječe od četvrtog moždanog živca (trohlearni živac), a djelovanje mu se ogleda u povlačenju prednjeg dijela očne jabučice prema dolje i istovremenoj rotaciji prema van (temporalno).
Paraliza ovog mišića je česta komplikacija kod zatvorenih povreda glave, a ograničenje njegovih pokreta je čest pratilac Browovog sindroma.